# O Homem das Estrelas
L'uomo delle stelle (pt/br: O Homem das Estrelas) é um filme de drama romântico italiano de 1995 dirigido e escrito por Giuseppe Tornatore. 
Foi indicado ao Oscar de melhor filme estrangeiro na edição de 1996, representando a Itália.

## Elenco
- Sergio Castellitto - Joe Morelli (Giuseppe Romolo)
- Tiziana Lodato - Beata
- Leopoldo Trieste - The Mute
- Leo Gullotta - Vito
- Franco Scaldati - Brigadiere Mastropaolo
- Salvatore Billa - The Prince
- Jane Alexander - The Princess
- Clelia Rondinella - Mãe de Anna
- Tony Sperandeo - Primo Badalamenti
- Tano Cimarosa - Bordanaro